# Бог: неудачная гипотеза
«Бог: неуда́чная гипо́теза» (англ. God: The Failed Hypothesis) — научно-популярная книга американского физика Виктора Стенджера, вышедшая в 2007 году, в которой он утверждает, что не существует свидетельств бытия Бога и что существование бога невозможно.

## Виды доказательств несуществования Бога
Виктор Стенджер выделяет следующие виды доказательств:
- доказательства, основанные на противоречивости в определении понятия «Бог»;
- доказательства, связанные с несоответствием между существованием Бога и существованием зла;
- доказательства, основанные на несоответствии между свойствами Бога и конкретным религиозным вероучением, рассказом или учением о Боге;
- доказательства, основанные на противоречивости между двумя или несколькими свойствами Бога;
- доказательства, основанные на противоречивости в пределах одного свойства Бога.

## Отзывы
Дэвид Лудден из американского журнала Skeptic пишет:
Стенджер излагает доказательства на основе космологии, физики частиц и квантовой механики, которые показывают, что Вселенная была бы точно такая и без создателя.
… у всех свободномыслящих людей должны стоять две эти книги («Бог: неудачная гипотеза» и «Бог как иллюзия») рядом на книжной полке".